# جمال أبو الهيجاء
جمال أبو الهيجا (25 نوفمبر 1959) هو سياسي فلسطيني، وأحد الرموز الفلسطينية في الضفة الغربية، وأحد قيادات الحركة الإسلامية في محافظة جنين في الضفة الغربية. وُلد قرب مدينة جنين في مخيم جنين. لعب دوراً بارزاً خلال معركة الدفاع عن مخيم جنين 2002 وكان أحد قادة المعركة.

## النشأة

### أسرته
ينحدر جمال أبو الهيجا من عائلة مجاهدة من قرية قضاء حيفا هي «عين حوض» حيث لجأت العائلة عقب النكبة عام 1948 لمخيم قرب مدينة جنين والمعروف حالياً بمخيم جنين. فكان الميلاد هناك في 25 نوفمبر 1959م.

### دراسته
أنهى الشيخ الثانوية العامة ليلتحق بعدها بالكلية العربية لإعداد المعلمين في عمان سنة 1980 فحصل على دبلوم تربية إسلامية من الكلية العربية في عمان.

### العودة للوطن
عاد أبو عبد السلام عام 1990 إلى فلسطين وشغل منصب مدير مراكز تحفيظ القرآن الكريم في محافظة جنين.

## الاعتقال
أمضى الشيخ أبو الهيجا أكثر من ستة عشر عاماً في سجون الاحتلال الإسرائيلي منذ عودته إلى فلسطين، حيث اعتقل لأول مرة بتاريخ 11 أكتوبر 1992م، حيث طاردته سلطات الاحتلال لقرابة الثلاثة أعوام قبل أن تعتقله، إذ كان على لائحة المطلوبين للاغتيال والتصفية.

### معركة الدفاع عن مخيم جنين
استمرت قوات الاحتلال في محاولاتها لاغتيال جمال إلى أن قامت باجتياح وحصار مخيم جنين في شهر آذار عام 2002 وكان الشيخ أبو الهيجا من قادة معركة الدفاع عن المخيم؛ وأصيب برصاص دمدم متفجر أدى إلى بتر يده ورصاصة أخرى في الصدر، ورفض الشيخ حينها تسليم نفسه حتى اعتقل في 26 أغسطس 2002 في عملية خاصة. وحكم عليه بعدها بالسجن المؤبد 9 مرات إضافة إلى عشرين سنة بتهمة قيادة كتائب القسام.
ونقل إلى العزل الانفرادي بعد اعتقاله مباشرة ومكث فيه ما يقارب 10 سنوات، ولم يخرج منه إلا بعد إضراب الكرامة عام 2012 (استمر 28 يوماً)، وكان من أحد مطالب الإضراب وقف سياسة العزل وإخراج المعزولين كافة وهو ما حدث في النهاية.

### اعتقال أسرته
تعرضت عائلته جميعها للاعتقال فقد اعتُقل نجله عبد السلام وقد كان عمره حينذاك (17 سنة) وتم الحكم عليه بالسجن سبعة أعوام ونصف وبعد الإفراج عنه تم إعادة اعتقاله في عام 2011 وتم وضعه في الاعتقال الإداري، كما اعتقل ابنه عاصم (19 سنة) في 19 يناير 2006 واعتقل ابنه الأصغر حمزة عام 2011 (استشهد في اشتباك مع جنود الاحتلال في آذار 2014) واعتقلت ابنته المحامية «بنان»، بالإضافة إلى زوجته «أم عبد السلام» في عام 2003 ليلة وقفة العيد ومكثت في الاعتقال الإداري 9 أشهر. وكان نجله عاصم قد التقى به عام 2014 عندما كان معتقلاً في نفس السجن (سجن ايشل) حيث أمضى 20 شهراً وقتها.

## وصلات خارجية
- الأسير جمال أبو الهيجاء.. عائلة من العطاء - المركز الفلسطيني للإعلام